# 斯利文州
斯利文州是保加利亞的一個州，位於該國東南部。面積3,544平方公里，2006年人口218,747人。州府斯利文，下分为4个市镇。該州大多數居民信奉東正教。